# إيرل بي. هنت
إيرل بي. هنت (بالإنجليزية: Earl Busby Hunt)‏ هو عالم حاسوب وعالم نفس ومهندس أمريكي، ولد في 8 يناير 1933 في سان فرانسيسكو في الولايات المتحدة، وتوفي في 12 أبريل 2016.

## وصلات خارجية
- إيرل بي. هنت على موقع الموسوعة البريطانية (الإنجليزية)